# Enclos paroissial de Saint-Hernin
L'enclos paroissial de Saint-Hernin est un enclos paroissial situé dans la commune de Saint-Hernin (Finistère, Bretagne). Il inclut l'église Saint-Hernin, un ossuaire et un calvaire,. L'église et l'ossuaire sont inscrits, et le calvaire est classé monument historique entre 1928 et 1972.

## Galerie

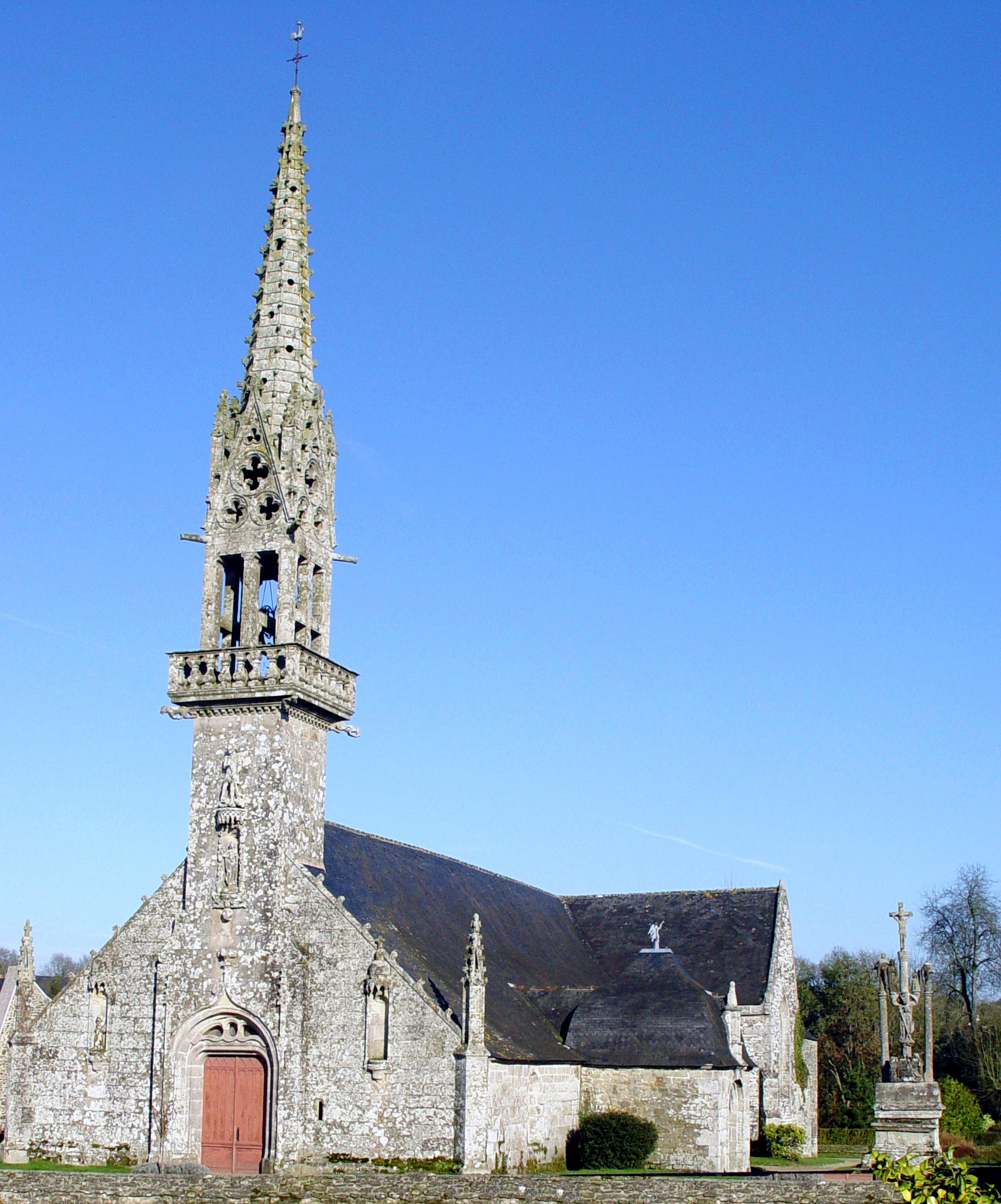
L'église.
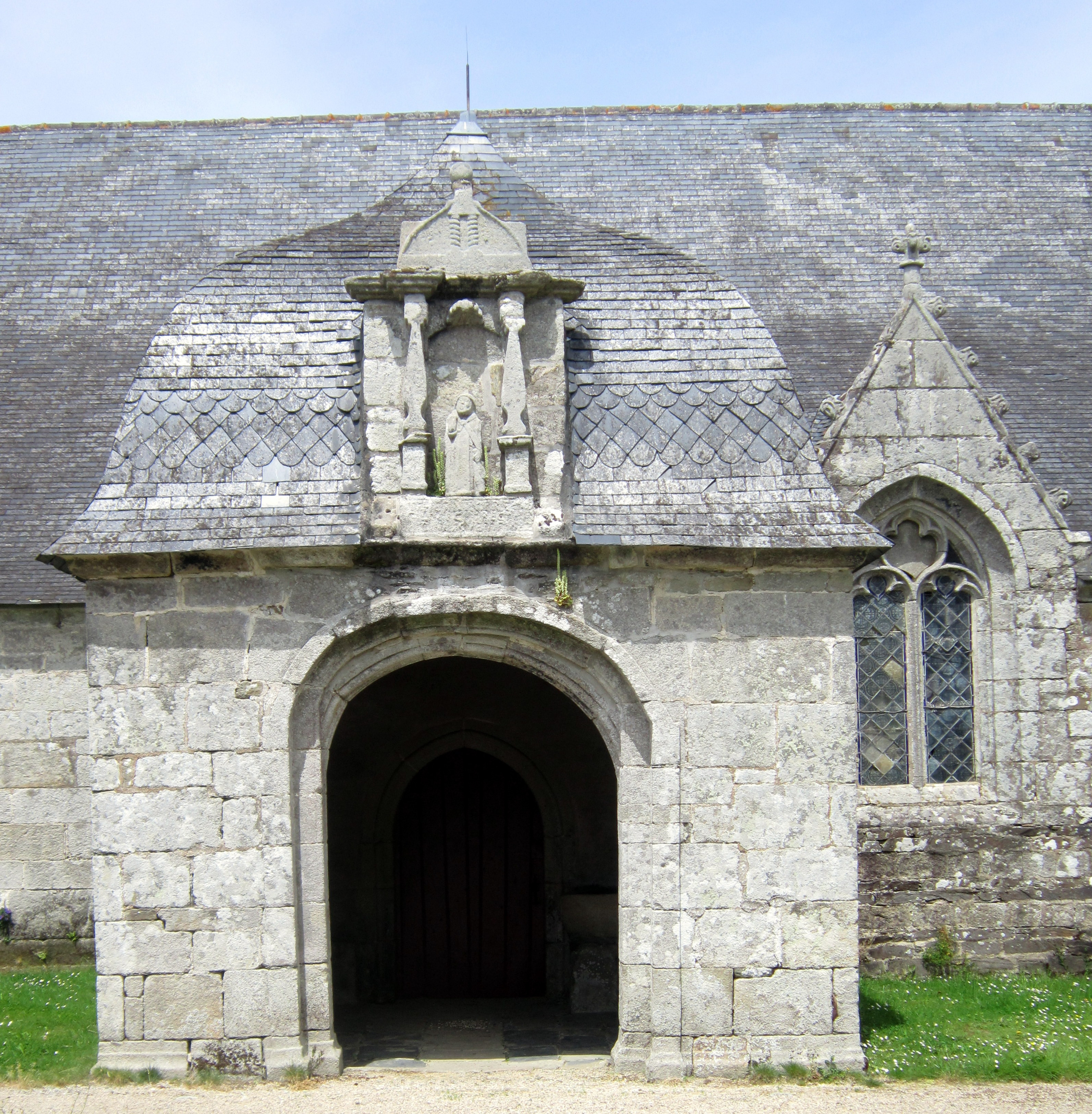
Le porche sud.
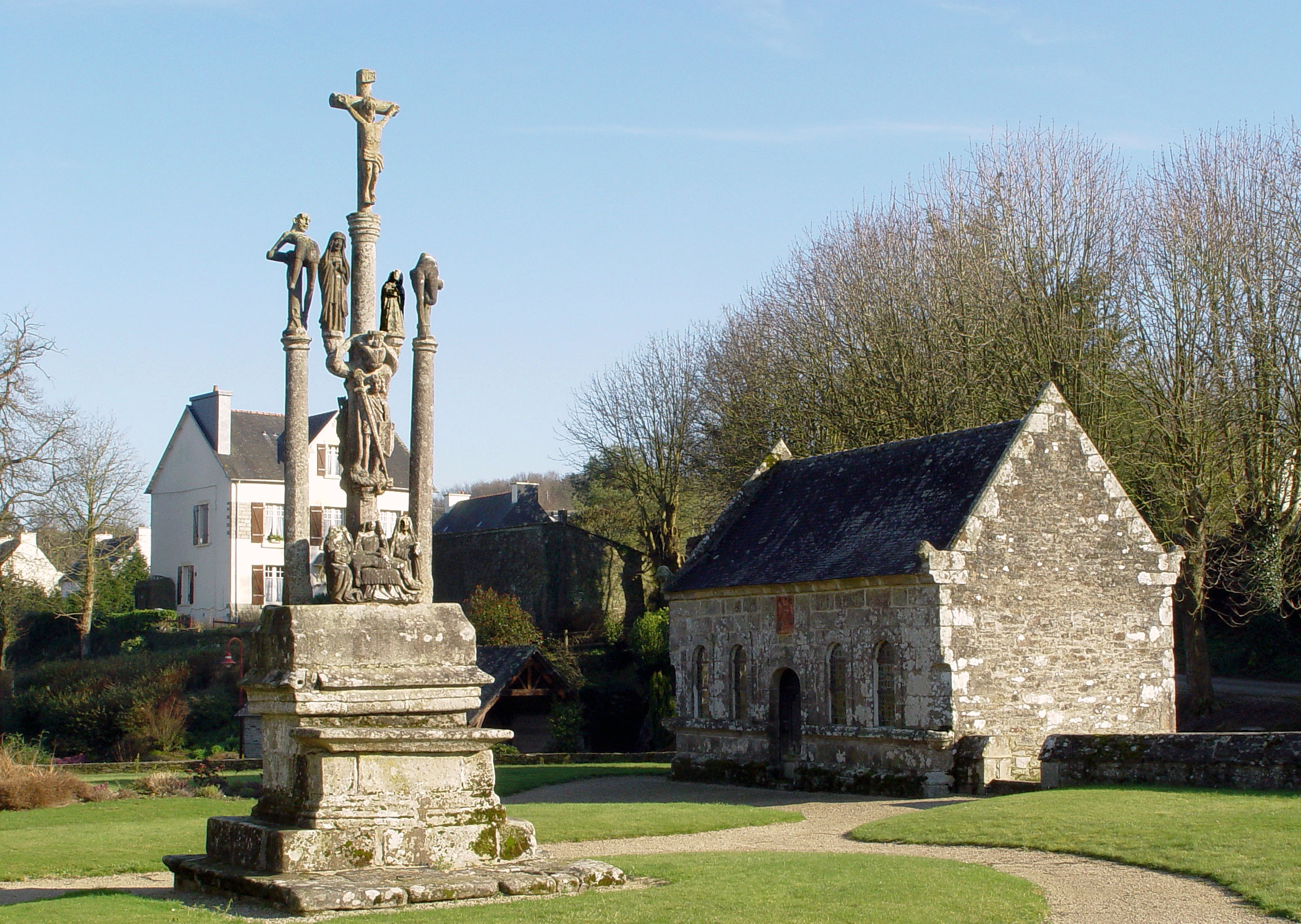
L'ossuaire et le calvaire.
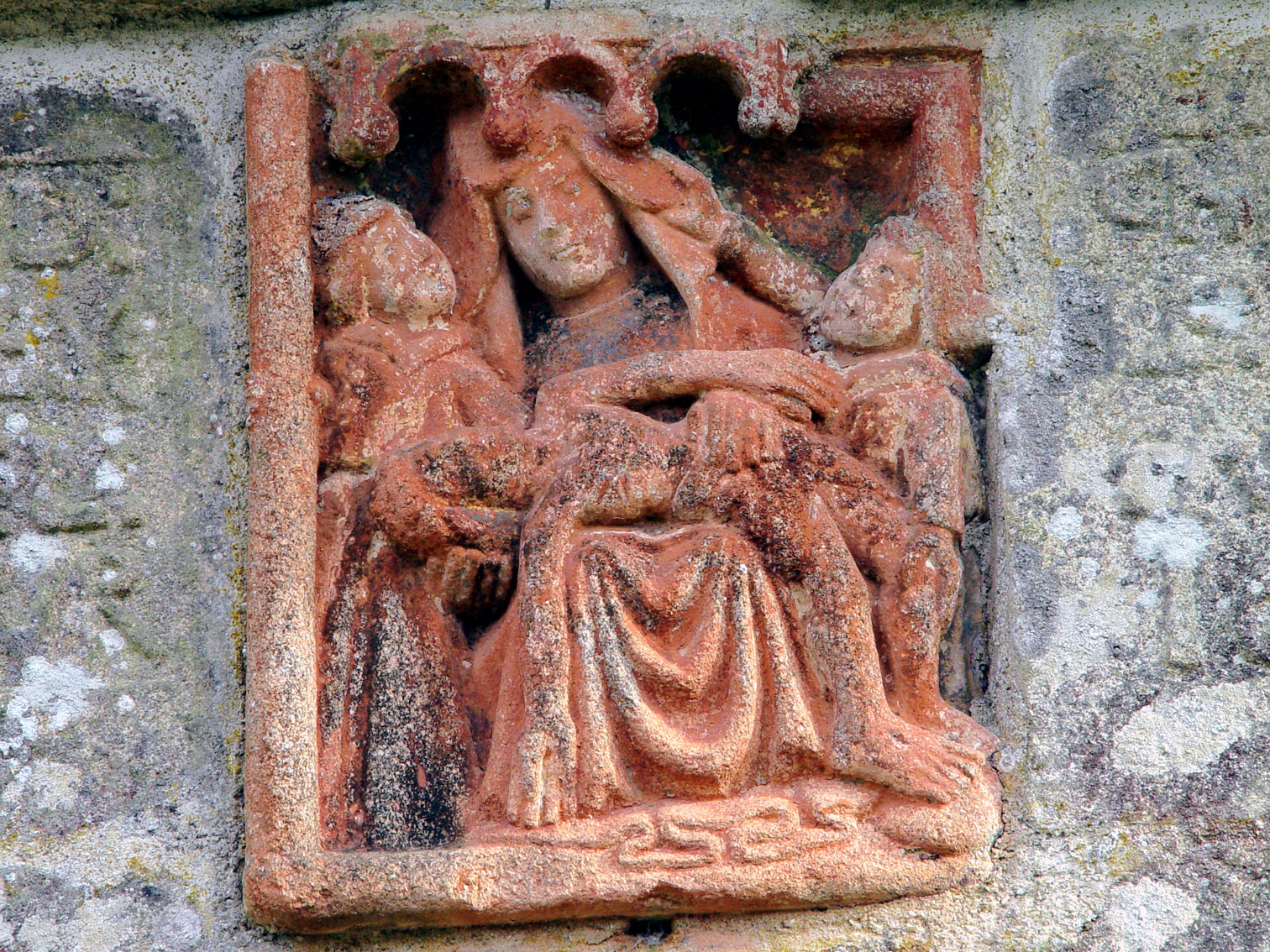
Pietà sur l'ossuaire.
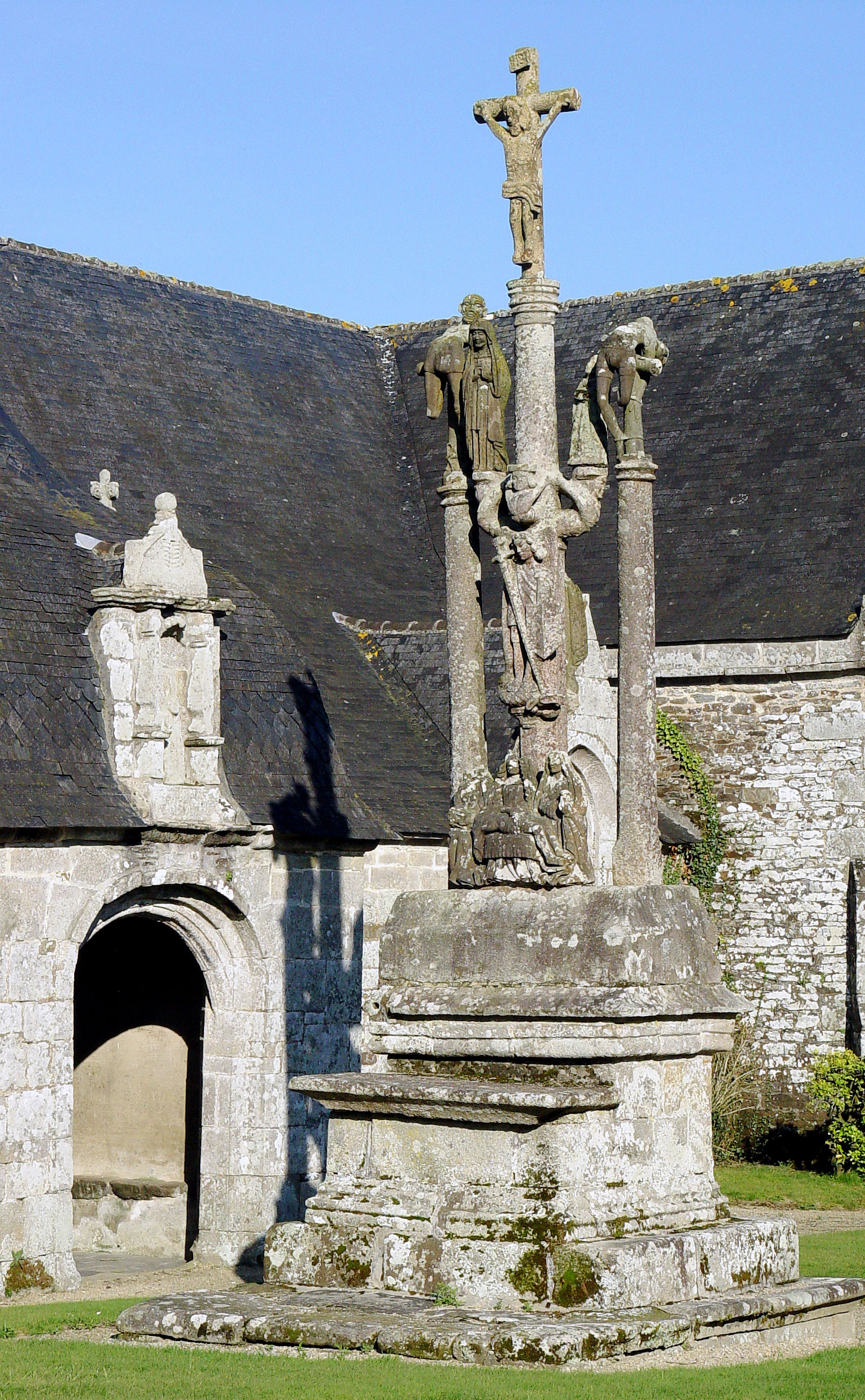
Le calvaire.